# Willie McGinest
(en) Statistiques sur pro-football-reference
William Lee McGinest, Jr., né le 11 décembre 1971 à Long Beach, est un joueur américain de football américain.

## Biographie

### Enfance
Il débute dans les années 1980 avec les Long Beach Polytechnic High School.

### Carrière professionnelle
Sélectionné en quatrième position dans de la draft 1994 de la NFL par les Patriots de la Nouvelle-Angleterre, il est un pilier défensif de la défense de l'équipe pendant une décennie, jouant au poste d'outside linebacker dans un schéma de 3-4.
Ce linebacker et defensive end a joué pour les Patriots de la Nouvelle-Angleterre (1994–2005) et les Browns de Cleveland (2006–2008) en National Football League (NFL).

## Palmarès
Triple vainqueur du Super Bowl lors des éditions XXXVI, XXXVIII et XXXIX, Willie McGinest est l'un des meilleurs joueurs de l'histoire des Patriots de la Nouvelle-Angleterre. Sélectionné dans les meilleures équipes de la franchise des années 1990 et des années 1990, il est entré au Hall of Fame des Patriots en 2015. Deux fois sélectionné au Pro Bowl en 1995 et en 2003, McGinest est le joueur qui a réalisé le plus de sacks avec 16 unités.